# Judéo-bolchevisme

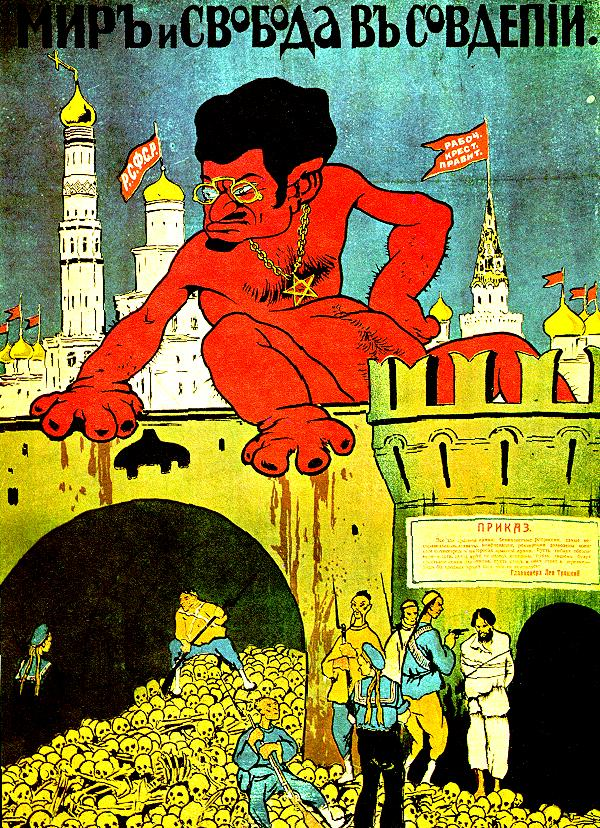
Affiche de propagande des armées blanches, dépeignant le juif Léon Trotski avec autour du cou une étoile rouge ressemblant à l'étoile de David. La légende indique : « Paix et Liberté en Sovdepie » (Sovdep était l'abréviation de Soviet des Députés : les Russes blancs désignaient ainsi l'État soviétique qui, pour eux, n'était plus la Russie).

Le judéo-bolchevisme,, existant également sous des variantes comme judéo-marxisme ou judéo-communisme,, est une expression politique et polémique employée dans des discours alliant antisémitisme et anticommunisme. Le concept désigné par ce terme et ses variantes, très répandu dans l'entre-deux-guerres, vise à affirmer que les Juifs sont, derrière ou parmi les bolcheviks, les maîtres d'œuvre de la prise de pouvoir par les bolcheviks en octobre 1917 et les véritables dirigeants de l'URSS ; plus largement, il les voit comme responsables du marxisme, ainsi que du mouvement communiste en général.
Le mythe du « judéo-bolchevisme » se diffuse après octobre 1917, notamment sous l'influence des Russes blancs : il est récupéré ensuite par le nazisme et par d'autres idéologies nationalistes d'extrême droite dans différents pays. Le concept apparaît alors comme un renouvellement de la théorie du complot juif qui se juxtapose, sans le remplacer, au mythe du Juif comme responsable du capitalisme,.

## Contexte historique et origines

### Naissance d'une mythologie politique
Karl Popper a défini la « conspiration maléfique » en expliquant qu'elle « est la vue selon laquelle tout ce qui se produit dans la société — y compris les choses que les gens n'aiment pas, telles que la guerre, le chômage, la misère, la pénurie — sont les résultats directs des desseins de certains individus ou groupes puissants ». Deux thèmes centraux du mythe du complot surgissent ainsi aux XIXe et XXe siècles : la « judéo-maçonnerie » qui remonte au tout début du XIXe siècle pour connaître son paroxysme à la fin du même siècle, et le « judéo-bolchevisme » qui se développe après 1917. L'extrême droite et les intégristes chrétiens effarés par les transformations qu'ils perçoivent comme une « décadence » politique et morale, imaginent alors un « complot » qui vise à détruire la nation et la chrétienté par les trois moyens de la mondialisation, de la lutte des classes et de la révolution.
L'amalgame entre les mouvements révolutionnaires et les Juifs est ancien et largement antérieur à la révolution russe et à l'émergence du mouvement communiste au sens contemporain du terme. Le fantasme du « Juif errant », apatride, « transcendant les nationalismes et les appartenances, insaisissable, inclassable, indomptable […] jamais accepté dans la même légitimité que les citoyens non-juifs de son propre pays » est une des composantes de cet amalgame qui voit le Juif comme un « ferment désagrégateur » des sociétés occidentales.
La seule réalité sociale et économique qui a pu nourrir cet amalgame est la diffusion du progrès technique, scientifique et artistique, véhiculé le long des réseaux commerciaux, entre autres aussi par des Juifs : ainsi l'imprimeur ou le photographe juif de la fin du XIXe siècle apporte-t-il une technologie, des connaissances, un art, des textes, et, partant des mœurs nouvelles, des images d'ailleurs qui déplaisent aux courants politiques traditionalistes déjà choqués par l'émancipation des Juifs ; tout le reste n'est que mythe et fantasme. Raoul Girardet, spécialiste de la naissance des mythes, constate en étudiant la mythologie du complot qu'« il n'est en effet aucune ou presque de ses manifestations ou de ses expressions que l'on ne puisse mettre plus ou moins directement en rapport avec des données factuelles relativement précises, aisément vérifiables en tout cas et concrètement saisissables ».

### Implication des Juifs dans les mouvements révolutionnaires
Au XIXe siècle, l'Association internationale des travailleurs (ou Première internationale) est attaquée par des conservateurs antisémites qui soulignent les origines juives de Karl Marx et voient dans l'Internationale, à laquelle participent de nombreux Juifs, « une société secrète » contrôlée par eux. Ce fantasme conduit Édouard Drumont à écrire en 1887, dans La France juive, que « les Karl Marx, les Lassalle, les principaux nihilistes, tous les chefs de la Révolution cosmopolite sont Juifs ». Dans son refus de la modernité, Drumont vit en effet sur le « fantasme d'une dilution « corruptrice » de l'élément juif dans la substance nationale » et de la décomposition de « l'ancienne France » sous l'effet de l'action juive, qui sont à la base du nationalisme raciste de la fin du XIXe siècle.
C'est cependant en Russie que l'assimilation aux Juifs des révolutionnaires et des socialistes — puis plus tard des communistes — devient une idée très répandue. L'Empire russe, monarchie théocratique où le christianisme orthodoxe est religion d'État, génère, outre de profondes inégalités sociales, un très fort antisémitisme officiel, les Juifs étant la cible de législations discriminatoires. En conséquence, tandis que les idées marxistes gagnent rapidement en audience en Russie durant le dernier quart du XIXe siècle, les mouvements révolutionnaires attirent de nombreux sympathisants et militants juifs. En 1881, après l'assassinat de l'empereur Alexandre II, une rumeur publique accuse « les Juifs » du meurtre du souverain ; des centaines de pogroms ont lieu en Ukraine cette année-là. Le Comte de Witte, ministre réformateur de Nicolas II, estime en 1903 que les Juifs composent la moitié des effectifs des mouvements révolutionnaires et y voit une conséquence directe de l'oppression dont souffre cette population.
L'Union générale des travailleurs juifs (plus connue sous le nom de Bund), fondée en 1897, devient l'année suivante une faction constituante du Parti ouvrier social-démocrate de Russie (POSDR). Victimes des politiques antisémites et antipolonaises (la plupart des Juifs sujets russes résidaient dans l'ancienne Zone de Résidence) menées par les autorités impériales russes, des membres de ces minorités se rapprochent naturellement des groupes politiques qui, sans nier leur spécificité culturelle, n'en tiennent pas forcément compte. Défendant une ligne internationaliste, le POSDR voit rapidement de nombreux Juifs et habitants de la Zone de Résidence, comme Grigori Zinoviev ou Léon Trotski, rejoindre ses rangs. Les Juifs ne forment cependant pas un groupe homogène au sein du mouvement marxiste russe, et des militants comme Martov, Axelrod ou Léon Trotski, eux-mêmes d'origine juive, sont en vif désaccord avec la ligne politique du Bund ; en rupture avec l'identité juive, ils se montrent très hostiles au concept d'un groupe marxiste spécifiquement juif. Plus généralement, l'historien Orlando Figes souligne que si de nombreux révolutionnaires russes de l'époque ont des ascendances juives, en revanche peu de Juifs russes sont révolutionnaires. Quand le POSDR se divise, on trouve des Juifs chez les mencheviks comme chez les bolcheviks. Léon Trotsky lui-même livre une explication assez prosaïque de la surreprésentation des Juifs dans le mouvement révolutionnaire russe : pour lui, la raison s'en trouve tout simplement dans le fait que les populations juives, en Russie, résident essentiellement dans les villes, et que les principaux foyers de contestation contre le régime tsariste se trouvent également en milieu urbain.

### LesProtocoles des Sages de Sion, matrice de l'idée d'un «complot juif»
En 1901, l'Okhrana (police secrète russe) fait rédiger par un faussaire Les Protocoles des Sages de Sion, ouvrage censé émaner d'un complot des Juifs et des francs-maçons et détaillant un plan de conquête du monde. Ce faux, destiné à influencer le tsar Nicolas II et à favoriser les politiques antijuives, permet a posteriori — l'ouvrage n'étant largement diffusé qu'après 1917 — un rapprochement entre deux mythes antisémites : l'existence d'un complot juif mondial et le marxisme comme pensée juive. Si Nicolas II identifie rapidement Les Protocoles comme étant un faux, il n'en est pas moins convaincu, après la révolution de 1905, que les Juifs composent les « neuf dixièmes » des rangs révolutionnaires. Plus de 600 pogroms ont lieu en Russie après cette première révolution : les autorités tsaristes ne font rien pour s'y opposer, la police prêtant parfois même main-forte aux émeutiers antisémites. Dès cette époque, l'antisémitisme devient l'un des principaux arguments des monarchistes russes pour inciter la population à s'opposer aux révolutionnaires. Soutenues par une copieuse littérature, les théories antisémites font florès en Russie dans les années qui séparent la révolution de 1905 de la Première Guerre mondiale : Witte considère à l'époque que l'antisémitisme est devenu « à la mode » parmi les élites russes. Dans la population, les groupes antisémites comme l'Union du peuple russe connaissent leur apogée.

## Lecture antisémite de la révolution russe
Durant la révolution russe, et dès les journées de juillet 1917, la presse de droite dénonce les bolcheviks comme un mouvement essentiellement contrôlé par des Juifs. Après la Révolution d'Octobre et durant la guerre civile russe, l'antisémitisme devient progressivement un élément essentiel de la propagande des Armées blanches. Des affiches et pamphlets publiés par les Blancs dénoncent Vladimir Ilitch Lénine et Léon Trotski comme les agents d'une conspiration juive internationale dirigée contre la Russie et plus largement contre la civilisation et affirment que pratiquement tous les dirigeants bolcheviks sont juifs. Ce mythe gagne également les milieux occidentaux : le général Holman, attaché militaire britannique auprès du général Dénikine, est lui-même convaincu que Lénine est le seul membre du Conseil des commissaires du peuple à ne pas être juif. Léon Trotski, du fait de sa notoriété et de son rôle de fondateur de l'Armée rouge, est une cible privilégiée de la propagande des Armées blanches, qui insistent tout particulièrement sur ses origines juives. En Russie, les Juifs se voient collectivement reprocher le massacre de la famille impériale, la persécution de l'Église orthodoxe et la Terreur rouge. Comme dans le cas des précédentes générations de révolutionnaires russes, si un grand nombre de dirigeants bolcheviks sont effectivement juifs, les bolcheviks ne représentent cependant qu'une minorité au sein de la population juive de Russie : à ce sujet, l'on prête au grand rabbin de Moscou de l'époque le mot selon lequel « les Trotsky font les révolutions et les Bronstein [le vrai nom de Trotsky] paient l'addition ».
Les chiffres réels sont pourtant éloignés de l'image dépeinte dans le mythe. D'après les statistiques du recensement de 1922 du Parti bolchevique, les Juifs constituent alors 5.2% des membres du parti, et 4.3% en 1917. En août 1917, parmi les 21 membres du Comité central, 6 étaient juifs. Sur les 417 personnes formant l'élite dirigeante de l'Union soviétique dans le milieu des années 1920 (les membres du Comité exécutif central, du Comité central du parti, du présidium de l'exécutif des soviets de l'URSS et de la République russe, les ministres et le président du Comité exécutif), 6% étaient juifs.
Boris Souvarine rappelle pour sa part que les communautés juives ont compté, pour finir, parmi les victimes du régime soviétique : « la révolution russe bolcheviste avait accompli pour une large part l'anéantissement du judaïsme européen que la contre-révolution allemande nationale-socialiste allait poursuivre par d'autres moyens. En Russie, l'expropriation générale, le nivellement économique au plus bas, l'annihilation de l'artisanat et du commerce, etc. frappèrent durement toutes les catégories de la population mais plus spécialement les communautés juives, vouées à l'extinction. Une série de mesures particulières dirigées contre les Juifs se superposa aux précédentes : interdiction de l'hébreu et des publications dans cette langue, dissolution des œuvres d'assistances et de solidarité, suppression du Bund, du Poale Sion, de toutes les organisations ouvrières et socialistes juives, mises hors la loi du sionisme et persécution impitoyable de ses adeptes. Les Juifs perdirent ainsi les droits et les libertés relatives dont ils jouissaient sous le tsarisme, y compris leurs consolations religieuses ».

### Massacre de la famille impériale: le «meurtre rituel» revisité
Le massacre de la famille Romanov dans la villa Ipatiev à Iekaterinbourg, le 17 juillet 1918, et son interprétation comme élément d'un « complot juif » contribuent à alimenter le climat d'antisémitisme en Russie. Selon les récits existants, un officier juif de la Tchéka, Iakov Iourovski, responsable dans les mois précédents de la surveillance de la famille impériale, a tenu un rôle dirigeant dans l'équipe d'exécuteurs et se serait chargé lui-même de lire la sentence de mort aux Romanov et d'abattre Nicolas II à bout portant,. Le rôle central de Iourovski, souligné par le magistrat Nikolaï Sokolov nommé par l'amiral Koltchak pour enquêter sur l'exécution, est corroboré par divers historiens,, et par le témoignage écrit laissé par l'intéressé lui-même,,. Rapidement, la judéité de l'assassin du tsar sert de prétexte à des constructions antisémites et conspirationnistes. Sur la base des investigations de Sokolov, le correspondant du Times, Robert Wilton, publie en 1920 un livre, The Last Days of the Romanovs qui, à grand renfort de vocabulaire emprunté à la magie noire, décrit le meurtre comme la résultante d'un complot occulte juif. En 1922, le général Mikhail Dieterichs publie à son tour un livre racontant le massacre des Romanov, en y ajoutant une profusion de détails aussi horribles que fantaisistes : le meurtre du tsar y est explicitement décrit comme un crime rituel, commis dans le cadre d'un complot juif dont les maîtres d'œuvre sont Iakov Sverdlov et Isaac Golochekine (ces derniers étant accusés d'avoir décapité les cadavres pour ramener au Kremlin les têtes coupées de la famille impériale, placées dans des bocaux).
Pierre-André Taguieff, dans une étude parue en 2008, affirme qu'il faut étudier avec un esprit critique « les rapports qu'entretiennent les mythes et les événements historiques ». Il considère que l'assassinat de la famille impériale permet aux Russes blancs de dénoncer un mythique « complot judéo-bolchévique » basé sur la réactivation de « l'imaginaire du crime rituel juif ». Les Russes blancs reprennent ces accusations en affirmant que parmi les exécuteurs, les Juifs constituaient 70 % du commando. Ils ajoutent que « les « Sages de Sion » sanguinaires, incarnés par Trotski, ont donné à leurs hommes de main, eux-mêmes juifs, l'ordre d'assassiner la plus emblématique des familles chrétiennes ». L'analyse de Taguieff diffère de la version habituelle des faits quand il affirme que « la réalité historique est toute différente : les maitres bourreaux étaient des Russes « ethniquement purs » (Piotr Z. Ermakov, Alexandre Beloborodov, Fédor Syromolotov, Serguei Tchoutzkaev, Fédor Loukoyanov) » et qu'Iourovski « n'était que l'un des comparses juifs des tueurs ». Le lieutenant Piotr Chabelski-Bork, « antisémite fanatique », est présent lorsque les troupes blanches fouillent la villa Ipatiev, y découvrant au passage un volume des Protocoles des Sages de Sion dans la chambre de l'impératrice Alexandra. Chabelski-Bork mène sa propre enquête et contribue à nourrir la thèse du crime rituel, jouant ensuite un rôle important dans la diffusion des Protocoles hors de Russie. Un mythe se construit autour de l'idée d'un « « complot juif » contre la Sainte Russie, incarnée par la famille impériale ». Par extension, la Terreur rouge mise en place par les bolcheviks est interprétée dans son ensemble comme un crime rituel de masse perpétré par les Juifs contre les Russes.
Pour Alexandre Soljenitsyne, l'assassinat de la famille impériale constitue l'« Urtrauma », le nœud originel de la responsabilité des Juifs dans la révolution. Il constate que « les Russes en arrivent à prendre un malin plaisir à se torturer en exagérant le rôle qu'y ont joué les Juifs ».

### Dans la guerre civile russe
Parmi les nombreux pogroms commis durant la guerre civile russe par les divers belligérants, la plupart sont perpétrés par des troupes opposées aux bolcheviks (principalement les petliouristes ukrainiens et dans une moindre mesure les armées blanches). Si un antisémitisme préexistant au conflit a joué un rôle dans le comportement des Armées blanches, l'assimilation des Juifs aux bolcheviks est un facteur décisif dans l'ampleur des exactions commises, dont certaines visent des civils juifs en réaction à la Terreur rouge mise en place par les bolcheviks. La plupart des chefs militaires blancs, dont Dénikine, considèrent alors que les Juifs ont eux-mêmes suscité les pogroms en « soutenant » le régime soviétique, les persécutions dont ils sont victimes étant alors des représailles justifiées ; la judéité de Léon Trotski, commandant de l'Armée rouge présenté comme un « massacreur juif », est particulièrement soulignée par la propagande des Blancs. Les massacres antisémites commis durant la guerre civile russe, qui comprennent les pogroms de la terreur blanche, causent des dizaines, voire des centaines de milliers de victimes. L'identification des Juifs aux communistes et les persécutions qui en découlent ne sont pas l'exclusivité des Blancs, et se retrouvent chez des paysans révoltés et des nationalistes ukrainiens. Les antibolcheviks n'ont par ailleurs pas le monopole des pogroms, dont certains sont commis par des détachements, généralement incontrôlés, de l'Armée rouge,. Mais les Bolcheviks sanctionnaient ces actes. Le 27 juillet 1918, Lénine, au nom du conseil des commissaires du Peuple, fit décréter la pénalisation des pogroms en Russie ; qu'il s'agisse de leurs commanditaires ou de leurs participants.
La proportion de Juifs au sein de la Tchéka est l'un des thèmes récurrents de la propagande antisémite des Armées blanches, qui affirme que la police politique soviétique est « de haut en bas, truffée de Juifs ». Dans la réalité, si la Tchéka compte effectivement dans ses rangs un fort pourcentage de minorités nationales de l'ex-Empire russe (notamment des Lettons), les Juifs ne représentent qu'environ 9 % de la totalité de ses collaborateurs, ce qui est une proportion « assez élevée », mais sans commune mesure avec ce qu'avance la propagande des Blancs. Cependant, de nombreux Juifs membres de la police secrète soviétique bénéficient d'un niveau d'éducation qui, combiné à leur engagement politique, leur permet fréquemment d'occuper des postes à responsabilités au sein de l'appareil répressif. Il n'est ainsi pas rare pour des suspects de voir leur interrogatoire, dans les bureaux de la Tchéka, être mené par un officier juif. En conséquence, la présence de Juifs au sein de la Tchéka, et leur participation aux exactions de la Terreur rouge, bénéficient d'une visibilité disproportionnée. Cependant certains lecteurs attentifs du Livre noir du communisme, qui insiste sur l'ampleur de cette répression y relèvent que si les Bolcheviks ont tué 10.000 à 15.000 personnes en septembre et octobre 1918, les forces antibolcheviques de Denikine comme de Petlioura et en Ukraine ont massacré dans des pogroms -anti-juifs et anti-communistes ensemble- au second semestre 1919 près de 150.000 personnes.
Si les mesures émancipatrices prises tout d'abord par les bolcheviks, ainsi que les pogroms commis par leurs adversaires, poussent dans un premier temps une majorité des Juifs russes à soutenir, non pas les bolcheviks eux-mêmes, mais du moins le nouveau régime, la communauté juive de Russie ne manifeste aucune unité face à la révolution et à la guerre civile. La majorité des membres du Bund rallie les bolcheviks et les organisations juives russes se divisent. Une partie de celles-ci se rallie aux Blancs, malgré l'antisémitisme manifesté par les troupes de ces derniers, et contribue au financement de leurs activités.
La forte présence de Juifs au sein de la direction des bolcheviks et l'apparition de nombreux Juifs à des postes à responsabilités qui leur étaient interdits avant la révolution aboutissent à associer, dans une partie de l'opinion publique russe, la communauté juive à la situation effroyable en Russie (famine, guerre civile…) et à l'ensemble des abus et exactions commis par le régime soviétique. Au début des années 1920, l'antisémitisme est particulièrement répandu et virulent en Russie, dans l'ensemble des classes sociales de la population.

## Diffusion du mythe hors de Russie dans l'entre-deux-guerres
Dans les années 1920, la vision de la Russie soviétique, et plus largement du mouvement communiste international, comme largement ou totalement contrôlé par les Juifs gagne rapidement en audience, l'émigration des Russes blancs jouant un grand rôle dans sa diffusion. Le mythe du judéo-bolchevisme est présent dans les discours politiques en Europe durant toute la période de l'entre-deux-guerres, et trouve également une audience en Amérique du Nord, notamment dans les milieux nationalistes et d'extrême droite, mais sans que ceux-ci en aient l'exclusivité. Pour Michel Winock, « La révolution socialiste et communiste achève la cristallisation du mythe juif. Il n'est pas seulement l'homme du Capital ; il est aussi le Subversif révolutionnaire. Non seulement il détruit la société par le haut (banquiers, hommes d'affaires, politiciens francs-maçons…) mais il en sape les fondements. Rothschild et Marx, un seul combat : la démolition de la société occidentale. La révolution bolchevique de 1917 apparaît comme un des derniers avatars du « complot juif » pour les antisémites. Le thème du « judéo-marxisme », du « judéo-bolchevisme », sera usé jusqu'à la corde dans la presse d'extrême droite au cours des années trente, quand bien même Staline avait entrepris la liquidation des communistes juifs ». Cette lecture de la présence des Juifs dans les mouvements révolutionnaires repose sur le fantasme d'un « Juif universel, maître à la fois du capitalisme occidental et du bolchevisme oriental », un ennemi unique, éternel, omniprésent et toujours menaçant.
La thèse antisémite du judéo-bolchevisme appuie son discours en dénonçant la surreprésentation des Juifs, à diverses époques et dans divers pays, dans de nombreux partis communistes éclos après la formation de l'Internationale communiste en 1919. La présence des Juifs dans le mouvement communiste n'obéit cependant pas à une logique unique, mais à divers facteurs sociologiques et culturels ayant pu grandement varier dans le temps et selon les pays. Concernant la Russie puis l'URSS, l'historien Alec Nove estime que, s'il est indéniable que les Juifs ont tenu un rôle disproportionné durant la première décennie du régime soviétique, il est difficile de juger à quel degré leurs origines ont pu jouer un rôle dans leurs idées, attendu que les communistes juifs avaient rompu avec les traditions communautaires. En outre, les excès du communisme de guerre ont contribué, durant la guerre civile, à ruiner de très nombreux commerçants juifs, suscitant une opposition antibolchevique au sein de la population juive de Russie. Nove souligne cependant que l'internationalisme marxiste a pu jouer un rôle attractif pour certains Juifs, et note que les principaux opposants à la thèse du socialisme dans un seul pays (Léon Trotski, Radek, Kamenev, Zinoviev) étaient juifs. L'historien Archie Brown estime pour sa part, en sus des autres facteurs sociologiques, que le « romantisme révolutionnaire » a pu, chez certains Juifs en révolte contre les traditions religieuses, tenir un rôle de substitution au messianisme. En Europe de l'Est (notamment en Lituanie, en Roumanie et en Hongrie), le statut social des Juifs contribue à expliquer leur forte présence au sein de partis contestataires, les mouvements nationalistes ou chrétiens leur étant par définition fermés. Les émigrés juifs originaires de Russie ou d'Europe de l'Est apportent également de nombreux adhérents à des partis d'Europe de l'Ouest comme le Parti communiste de Grande-Bretagne, ou extraeuropéens comme le Parti communiste USA ou le Parti communiste sud-africain. La montée des fascismes durant les années 1930 contribue également à l'engagement communiste de nombreux intellectuels juifs. L'historien britannique Eric Hobsbawm estime que dans le contexte de l'entre-deux-guerres, les « jeunes intellectuels juifs » de sa génération étaient alors puissamment attirés vers le communisme, qui leur apparaissait comme l'une des seules alternatives possibles, avec le sionisme (et le sionisme n'étant, à l'époque, nullement imperméable aux idées marxistes). Les mouvements trotskistes accueillent également, dès les années 1930, de nombreux militants juifs. La surreprésentation des Juifs dans les partis communistes contribue, notamment en Europe de l'Est, à entretenir les préjugés antisémites et la thèse du judéo-bolchevisme, malgré le fait que les communistes juifs aient, pour la plupart, rejeté leurs racines et aient été très minoritaires au sein des populations juives de leurs pays respectifs. En URSS même, la surreprésentation des Juifs dans les instances du pouvoir tend à décliner dès la fin des années 1920 : ils demeurent cependant très nombreux parmi les cadres de l'Internationale communiste et du corps diplomatique soviétique, où ils représentent environ 30 % du personnel, du fait de certaines compétences requises comme la maîtrise des langues, la connaissance de l'étranger et le niveau d'études. Durant les purges staliniennes, les Juifs paient un lourd tribut du fait de leur présence dans l'appareil d'État. En 1939, lors de la réorganisation du corps diplomatique menée par Molotov, leur proportion tombe à 2 % ; cette même année, les Juifs représentent 16 % de la population du goulag.

### Rôle des Russes blancs
Daniel Pipes indique que le mouvement russe blanc a donné à la vision conspirationniste de la révolution russe « une audience internationale ». Dans le contexte de la lutte des Russes blancs contre la révolution russe, Les Protocoles des sages de Sion, jusque-là confidentiels, deviennent accessibles au grand public. Le livre commence à être largement diffusé en Allemagne en 1918, après y avoir été amené par des Russes blancs ayant fui la révolution, parmi lesquels on retrouve des agents de l'Okhrana et le lieutenant Chabelski-Bork, arrivé en Allemagne via l'Ukraine. Les premières traductions anglaise et française sont toutes deux publiées en 1920,.
L’historien James Webb estime qu’« il est rare de trouver après 1917 des écrits antisémites qui ne se réfèrent pas aux analyses de la révolution émises par les émigrés russes blancs ». L'idée commence cependant de se répandre avant même la fin de la guerre civile et l'émigration massive des Blancs. L'ambassadeur des États-Unis en Russie, David Francis, écrit dès janvier 1918 que la plupart des leaders bolcheviques sont juifs ; dans un rapport du Secret Intelligence Service (service de renseignements britannique) remis aux États-Unis et autres gouvernements, intitulé A Monthly Review of the Progress of Revolutionary Movements Abroad (Une revue mensuelle des progrès des mouvements révolutionnaires à l'étranger), il est mentionné dès le premier paragraphe que l'Internationale communiste est contrôlée par les Juifs.

### Allemagne
L'amalgame entre les Juifs et les révolutionnaires en général, puis plus précisément entre Juifs et communistes, ne débute pas en Allemagne avec le nazisme et ne se limite pas à lui. L'historienne des idées Chantal Delsol insiste sur l'idée que le rejet, en Allemagne, du judéo-bolchevisme s'inscrit dans une tradition « profondément autoritaire et inégalitaire » de « l'esprit allemand », basée sur une structure familiale reposant sur l'autorité du père et sur l'inégalité entre les frères, point également souligné par Emmanuel Todd dans L'Invention de l'Europe. Les Allemands ont ressenti la Révolution française, fondée sur l'égalité, comme « un système étranger » et ses influences « comme des poisons susceptibles de détruire de l'intérieur l'esprit du peuple ». Les Allemands ne concevaient pas un peuple « comme une collection d'individus, mais comme une hiérarchie ou un ensemble de hiérarchies » tandis que le socialisme et le libéralisme « tendent à massifier des individus semblables ». L'idée que l'Allemagne était, depuis deux siècles, « subvertie par des doctrines étrangères » s'est répandue au début du XXe siècle. Il ne sera pas difficile aux nazis d'identifier les Juifs comme « « égalitaires » et « marxistes » ».
Dès la fin de la Première Guerre mondiale, une partie de la presse allemande, notamment des journaux régionaux comme le Duesseldorf Nachrichten ou le Fraenkischer Kurier, contribue à diffuser la thèse du coup de poignard dans le dos ayant causé la défaite de l'armée allemande, et l'attribuent aux « révolutionnaires juifs ». La présence de quatre Juifs — Rosa Luxemburg, Leo Jogiches, Paul Levi, August Thalheimer — parmi les militants spartakistes fondateurs du Parti communiste d'Allemagne excite tout particulièrement l'antisémitisme dans les milieux nationalistes allemands. Plus largement, de nombreux Juifs tiennent des rôles importants dans l'agitation révolutionnaire en Allemagne en 1918 et 1919, non seulement à Berlin et en Bavière, mais aussi à Dresde, dans la Ruhr ou à Magdebourg. Kurt Eisner, chef du premier gouvernement socialiste à Munich, est juif, de même que Eugen Leviné et Ernst Toller, dirigeants de la République des conseils de Bavière. La forte présence de Juifs parmi les révolutionnaires constitue une « bénédiction » pour les nationalistes antisémites allemands, qui y voient la confirmation de leurs idées ; elle contribue par ailleurs à disséminer dans l'opinion publique l'idée que les Juifs sont, sinon tous des révolutionnaires, du moins animés de sentiments « antinationaux ». La période 1919-1923 voit une très forte augmentation des actes antisémites en Allemagne. Adolf Hitler compte parmi les nombreux nationalistes allemands fortement marqués par cette période. Les expériences du gouvernement Eisner et de la République des conseils contribuent tout particulièrement à faire progresser l'antisémitisme en Bavière, où Hitler s'affirme bientôt comme le plus doué des agitateurs antisémites.

### Hongrie
L'épisode de la République des conseils de Hongrie, éphémère régime fondé en 1919 par Béla Kun, contribue à susciter le mythe du communisme comme mouvement politique lié aux Juifs. La grande majorité des membres du gouvernement communiste hongrois de 1919, comme des militants du Parti des communistes de Hongrie, sont juifs, de même que les principaux responsables de la Terreur rouge hongroise, Tibor Szamuely et Otto Korvin,. La chute du régime de Béla Kun est suivie par des exactions commises non seulement contre les sympathisants communistes réels ou supposés, mais également contre la population juive hongroise. Pour l'historien Miklós Molnár, « la Terreur blanche n'est pas une simple réaction à la Terreur rouge, elle a des racines plus profondes, mais il est indéniable que la République des Conseils a contribué à l'émergence de l'antisémitisme en même temps que de l'anticommunisme virulents ».
L'amalgame entre Juifs et communistes est constamment pratiqué par les antisémites hongrois dans l'entre-deux-guerres, malgré le fait que l'essentiel de la population juive hongroise ait été hostile au régime de Béla Kun. L'antisémitisme, sous la forme du « mythe du communisme juif » devient non seulement le « noyau de la contre-révolution », mais aussi une idéologie supra nationale, se combinant avec l'anticommunisme et présente dans toute la région. Les évènements de 1919 sont suivis à l'époque, en Hongrie, de la parution d'une littérature antisémite abondante et particulièrement violente. Béla Kun — actif dans les années suivantes comme cadre de l'Internationale communiste — et son régime deviennent le principal symbole, hors de Russie, des concepts d'expansionnisme bolchevik et du mythe du « communisme juif ».

### Pologne
Dans le nouvel État polonais, la participation de Juifs au régime soviétique russe a un impact considérable sur l'opinion publique. Une large part de la population juive, souvent russifiée à l'est du pays, manifeste peu d'enthousiasme pour la formation du nouvel État en 1919 ; l'année suivante, lors de la guerre soviéto-polonaise, une partie des Juifs polonais accueille comme des « libérateurs » les soldats de l'Armée rouge (souvent pour être ensuite soumis à des pogroms et des pillages par les mêmes troupes soviétiques qu'ils avaient favorablement accueillies) ; s'y ajoutent les expériences vécues par des Polonais en Russie soviétique, où ils ont pu rencontrer des Commissaires du Peuple juifs. Malgré le fait que des Juifs aient pu combattre du côté polonais durant le conflit contre la Russie soviétique et bien que les communistes ne représentent qu'une minorité dans la population juive, les Juifs sont largement perçus, au sein de la société polonaise, comme des éléments suspects,. Durant l'entre-deux-guerres, s'il est difficile d'étudier avec précision les effectifs du Parti communiste de Pologne, alors clandestin, les Juifs en ont représenté une forte proportion, entre 20 et 30 % selon les périodes. La réaction des Juifs polonais contre l'antisémitisme dans leur pays et contre leur propre marginalisation sociale contribue à expliquer cet engagement, qui renforce en Pologne l'amalgame entre Juifs et communistes.

### France
De nombreux journalistes français envoyés en Russie soviétique, puis en URSS, durant la décennie 1920 et ensuite, souscrivent à l'idée d'un « régime politique lié aux Juifs ». Cette conception est relayée par des journalistes connus qui bénéficient alors d'une forte audience. En 1920, dans Le Petit Parisien, Louise Weiss consacre une série d'articles au « chaos bolcheviste » et rapporte les propos d'un anonyme pour qui « le bolchevisme est une des formes du caractère russe exprimé et appliqué par l'intelligence judaïque ». Henri Béraud se fait après d'autres le relais du mythe du judéo-bolchevisme dans son livre Ce que j'ai vu à Moscou (1925), où il « égrène les lieux communs de l'imaginaire antisémite ».
L'idée du rôle central des Juifs dans la révolution russe est si répandue qu'on la retrouve chez Georges Sorel, qui l'évoque en 1919 non pour condamner les bolcheviks, mais pour les défendre en rejetant la responsabilité des actes terroristes sur leurs seuls militants juifs : « Il semble que ce sont des Juifs entrés dans le mouvement révolutionnaire qui soient surtout responsables des ordres terroristes reprochés aux bolcheviks. Cette hypothèse me paraît d'autant plus vraisemblable que l'intervention des Juifs dans la République hongroise des soviets n'a pas été heureuse ».
En 1921, Jérôme et Jean Tharaud publient Quand Israël est roi, livre consacré à l'épisode hongrois de 1919 et qui décrit la République des conseils de Hongrie exclusivement sous l'angle de la judéité des dirigeants et militants communistes. Pour les frères Tharaud, le régime hongrois de 1919 était « une Jérusalem nouvelle […] sortie du cerveau juif de Karl Marx et bâtie par des mains juives sur de très anciennes pensées ». L'historienne Ariane Chebel d'Appollonia cite cet ouvrage en exemple de la « multitude d'études », publiées en France sous la Troisième République, sur le thème du complot juif qui connaît alors son « apogée ».
En 1930, Flavien Brenier, secrétaire général de l'Institut antimarxiste de Paris, publie ainsi une théorie du complot selon laquelle Marx aurait bénéficié, par l'intermédiaire d'Heinrich Heine, de l'aide d'une puissante société secrète juive, « L'Union des juifs pour la civilisation et la science ». Il ne s'agit en réalité que d'une traduction et d'une présentation erronées du Verein für Cultur und Wissenschaft der Juden (de) (1819-1824), qui n'était qu'une association culturelle à l'origine du mouvement de la Wissenschaft des Judentums.
Dans Bagatelles pour un massacre, Louis-Ferdinand Céline reprend, entre autres thèmes antisémites, celui du judéo-bolchevisme, décrivant l'URSS comme un régime contrôlé par les Juifs. Il écrit : « Staline n'est qu'une frime, comme Lebrun, comme Roosevelt, comme Clemenceau. Le triomphe de la révolution bolchévique ne se conçoit qu'à très longue portée, qu'avec les Juifs, pour les Juifs et par les Juifs ». Il décrit plus loin Vladimir Ilitch Lénine comme « 1/2 juif » et ajoute, disant s'appuyer sur des rapports des services secrets anglo-saxons, « certains auteurs sont convaincus que la mère de Lénine était une Juive. Lénine était un Juif (kalmouk) marié à une Juive (Kroupskaya) dont les enfants parlaient le yiddish » (en réalité, Lénine n'eut jamais d'enfant).
Charles Maurras, principal théoricien de l'Action française, intègre le judéo-bolchevisme à ses conceptions antisémites et complotistes. Dans l'idéologie maurrassienne, ceux-ci sont vus, selon les termes de l'historien Christian Amalvi, comme des populations « au service d'intérêts cosmopolites apatrides - en apparence contradictoires, chez les uns une ploutocratie financière, incarnée par la famille Rothschild, chez les autres un complot révolutionnaire international, symbolisé par le messianisme marxiste - mais dont le but ultime est au fond le même : la conquête de la France et son asservissement à l'étranger ».

### Royaume-Uni
La thèse du judéo-bolchevisme est rapidement lancée au Royaume-Uni par la presse à grand tirage. Robert Wilton, correspondant du Times en Russie au moment de la révolution, élevé sur le sol russe et très attaché au régime tsariste, contribue à diffuser l'idée selon laquelle la révolution d'octobre a été menée par une « conspiration germano-juive ». Le 8 mai 1920, le Times publie un long article, intitulé The Jewish peril, qui présente les Protocoles des Sages de Sion comme un document digne de foi. Un autre grand quotidien britannique, The Morning Post, mène dès le début de 1918 une véritable campagne antisémite centrée sur le thème du judéo-bolchevisme. Le 23 avril 1919, le Morning Post reçoit une aide inattendue de la part d'un groupe de dix personnalités juives britanniques, dont Lionel Walter Rothschild, qui y publient une lettre condamnant la presse juive pour son soutien supposé aux bolcheviks et à l'agitation révolutionnaire des Juifs étrangers résidant au Royaume-Uni,.
Au début des années 1920, le thème du judéo-bolchevisme est repris par des groupes nationalistes comme The Britons, dont le chef Henry Hamilton Beamish, déclare : le « bolchevisme c'est le judaïsme ». Dans les années 1930, l'idée associant judaïsme et communisme est reprise dans le discours antisémite de la British Union of Fascists de Oswald Mosley. Les extrémistes ne sont cependant pas les seuls à insister sur le rôle tenu par des Juifs dans la révolution bolchevique : dans le Illustrated Sunday Herald du 8 février 1920, Winston Churchill accuse les Juifs d'être responsables de la révolution russe : « Il n'y a pas besoin d'exagérer la part jouée dans la création du bolchevisme et dans l'arrivée de la révolution russe par ces Juifs internationalistes et pour la plupart athées. C'est assurément un très grand rôle ; il surpasse probablement tous les autres. À la notable exception de Lénine, la majorité des figures dominantes sont des Juifs ».
Churchill va même plus loin, dénonçant une véritable conjuration mondiale représentée par les Juifs. Après la Révolution de février, il dénonce en effet le mouvement qui milite en faveur de la conclusion d'une paix : « ce mouvement, chez les juifs n'est pas nouveau. Depuis l'époque de Spartakus Weishaupt, jusqu'à celle de Karl Marx, puis plus tard encore, celle de Léon Trotski, Béla Kun, Rosa Luxemburg et Emma Goldmann, cette conjuration mondiale visant à renverser la civilisation et à révolutionner la société par désir d'empêcher toute évolution, par jalousie et envie sous prétexte de réaliser une égalité impossible, est en pleine croissance. [Ce mouvement] fut la force motrice qui se cachait derrière chacun des mouvements subversifs du XIXe siècle ; aujourd'hui, ce ramassis de personnalités extraordinaires venues des bas-fonds des grandes villes européennes et américaines a pris le peuple russe au collet et s'est pratiquement rendu le maître incontesté d'un immense empire. ».
Le thème du judéo-bolchevisme est également alimenté au Royaume-Uni par la présence de nombreux Juifs, souvent d'origine russe, dans le Parti communiste de Grande-Bretagne alors naissant, ainsi que dans des groupes d'extrême-gauche plus confidentiels. Pas plus qu'en Russie, ces derniers ne sont cependant représentatifs de la communauté juive britannique, qui demeure dans sa majorité — notamment son élite sociale, très intégrée — hostile aux bolcheviks. L'opposition de ces derniers au sionisme heurte par ailleurs la plupart des organisations juives britanniques.

### États-Unis
Aux États-Unis, l'American Jewish Committee (AJC) est alarmé dès 1918 par la diffusion du mythe judéo-bolchevik et publie en septembre de cette même année une mise au point confirmant que de nombreux dirigeants bolcheviks sont juifs, mais proclamant dans le même temps l'hostilité de la communauté juive américaine envers le communisme. Dans les années qui suivent, l'AJC est obligé de revenir fréquemment sur la question, la forte présence de Juifs au sein du Parti communiste USA (dont ils représentent environ la moitié des militants jusque dans les années 1940) contribuant à entretenir le préjugé.
Avant même la fin de la Première Guerre mondiale, le banquier juif américain Jacob Schiff, très engagé à l'époque pour la cause des Juifs russes, est accusé aux États-Unis comme au Royaume-Uni de financer les bolcheviks pour assurer une mainmise « allemande et juive » sur la Russie. Dans la réalité, si Jacob Schiff avait applaudi la révolution de février et adressé ses félicitations aux mencheviks, il considérait les Juifs bolcheviks comme des « moutons noirs ». En 1919, le pasteur méthodiste George Simmons, de retour de Russie, témoigne devant une sous-commission du Sénat des liens entre les bolcheviks et la communauté juive de New York, et affirme que la plupart des propagandistes bolcheviks aux États-Unis sont « des Yiddish de l'East Side ».
Au début des années 1920, l'industriel américain Henry Ford publie une série de brochures intitulées Le Juif international, dans lesquelles il reprend, parmi d'autres thèmes antisémites, le mythe du judéo-bolchevisme. Pour Ford, l'anticapitalisme des bolcheviks n'est qu'en contradiction apparente avec le contrôle exercé par les Juifs sur le capitalisme mondial, car le bolchevisme n'est opposé qu'au « capitalisme des gentils » (gentile capitalism). The Dearborn Independent, journal possédé par Henry Ford entre 1919 et 1927, diffuse largement la thèse du judéo-bolchevisme parmi d'autres théories antisémites.
En 1938, le prédicateur Charles Coughlin, habitué des diatribes contre l'influence des Juifs dans la politique et la finance, assure que ses discours ne sont pas inspirés par l'antisémitisme, mais par l'anticommunisme : à cette occasion, il reprend le thème des Juifs comme maîtres d'œuvre de la révolution d'octobre et affirme qu'en 1917, Jacob Schiff a financé les bolcheviks en contact direct avec Léon Trotski. Trotsky lui-même, depuis son exil mexicain, réfute les accusations de Coughlin.

## Judéo-bolchevisme et nazisme

### Récupération de l'idée par Hitler
Ian Kershaw souligne que Adolf Hitler, démobilisé et revenu à Munich à la fin novembre 1918, est alors témoin des évènements politiques en Bavière, alors que l'Allemagne est en pleine révolution. La judéité de Kurt Eisner, chef du gouvernement socialiste bavarois et le fait que de nombreux militants socialistes soient des Juifs originaires d'Europe de l'Est et sympathisants des bolcheviks, marquent aussi bien Hitler que la majorité des nationalistes allemands de l'époque. Dans l'imaginaire de cette famille politique, les Juifs et les marxistes sont en partie amalgamés et collectivement associés au mythe du « coup de poignard dans le dos » qui aurait causé la défaite de l'Empire allemand. Lancée par Ludendorff, cette idée prétend expliquer la défaite allemande et le « diktat de Versailles » par l'association des Juifs et de la révolution, comme une « preuve » de l'existence d'un projet juif de domination mondiale, dans la ligne des « révélations » des Protocoles des Sages de Sion.
Michael Kellog insiste sur l'idée selon laquelle les Russes blancs auraient apporté au nazisme la « lecture apocalyptique de la menace mondiale juive concrétisée par la prise de pouvoir du judéo-bolchevisme en Russie, idée qui aurait été absente chez Hitler avant 1919 ». Henri Rollin rapporte qu'aux débuts du mouvement national-socialiste on retrouve, parmi les Russes blancs gravitant dans l'entourage de Hitler et de Ludendorff, le colonel Winberg et le lieutenant Chabelski-Bork, deux des importateurs des Protocoles des Sages de Sion en Allemagne.
Selon Pierre-André Taguieff, Hitler lit les Protocoles des sages de Sion en 1920, dans leur première traduction allemande, parue sous le titre « Die Geheimnisse der Weisen von Zion » (« Les Secrets des Sages de Sion »). Il est alors en contact avec des émigrés allemands antibolcheviks comme Alfred Rosenberg et Max Erwin von Scheubner-Richter. À cette influence s'ajoute celle de Dietrich Eckart dont l'ouvrage posthume paru en 1925, Der Bolschewismus von Moses bis Lenin: Zwiegespräch zwischen Hitler und mir (Le Bolchevisme de Moïse à Lénine : Dialogue entre Hitler et moi) contient déjà une vision de la révolution russe comme issue d'une « conspiration juive mondiale ». Dietrich Eckart définit la Russie soviétique, en 1920, comme « la dictature d'égorgeurs de chrétiens sous l'égide du rédempteur juif Lénine et de son Élie, Trotski-Bronstein ». Dans Mein Kampf, Hitler écrit avoir été très rapidement convaincu, avant même l'éclosion du mouvement communiste proprement dit, de la mainmise des Juifs sur la social-démocratie alors très influencée par le marxisme ; il qualifie cette dernière famille de pensée de « doctrine juive » qui « rejette le principe aristocratique observé par la nature et met à la place du privilège éternel de la force et de l'énergie, la prédominance du nombre et de son poids mort » et entraînerait à terme la disparition de l'humanité. L'assimilation des Juifs au « bolchevisme » s'ajoute, dans l'esprit d'Hitler, à l'antisémitisme anticapitaliste, sans pour autant s'y substituer. Au contraire, pour lui, le complot juif apparaît comme un ennemi d'autant plus redoutable qu'il contrôle simultanément le capitalisme financier et le mouvement communiste au niveau mondial. Hitler assimile intégralement le marxisme au judaïsme et envisage son anéantissement dans le cadre de la résolution de la « question juive ». Il partage cependant avec le mouvement völkisch, dans les années 1920, l'idée d'une distinction pouvant être faite entre les Russes « nationaux » germanisés et la Russie « bolchevisée » par les Juifs.
Selon l'historien Christian Delage, l'amalgame entre Juifs et marxistes a aussi la fonction d'attaquer la démocratie et la société allemande qui vit de bonnes relations avec une population juive allemande très intégrée. Les nazis accusent la haute société berlinoise qui les accueillent : « dans le corps de ces Juifs assimilés continuent de vivre des esprits étrangers ». Derrière l'idée de la conspiration judéo-bolchevique, il y a la volonté de dénigrer le « système » républicain et démocratique.

### Usage du mythe par les nazis au pouvoir
Le mythe du judéo-bolchevisme fait partie intégrante de la propagande nazie, avant et après l'arrivée de Hitler au pouvoir. Le 11 septembre 1935, quelques semaines après le Congrès de l'Internationale communiste à Moscou, Rudolf Hess dénonce « la collusion des Juifs avec le « communisme mondial » »  et accuse les Juifs de répandre des calomnies sur l’Allemagne par le biais des organisations communistes. Hitler lance ensuite le processus qui conduit à l'adoption des Lois de Nuremberg.
Pour Lionel Richard, spécialiste de l'histoire de l'Allemagne au XXe siècle, « l'antisémitisme basé sur des théories raciales [rejoint] l'antijudaïsme chrétien séculaire, par le biais de la lutte contre le communisme. » L'expression reprise par les nazis de judéo-bolchevisme assimile le « communiste » au « Juif ». Dans la société allemande, cela permet d'associer les Églises chrétiennes, très anticommunistes, à l'antisémitisme pour lequel elles pouvaient avoir des réticences.
Concernant la place du thème dans l'idéologie nazie, une controverse oppose Arno Mayer, auteur de La « Solution finale » dans l'histoire (1988) et Pierre-André Taguieff. Selon ce dernier, penser que les Juifs étaient haïs par les nazis en tant que bolcheviks est « une lourde erreur d'interprétation ». Selon Taguieff, « si les bolcheviques étaient intrinsèquement haïssables, ils l'étaient d'autant plus qu'ils étaient supposés juifs. Tel était l'objet de la haine absolue et abstraite du Führer : les bolcheviques en tant que Juifs. ».

## Pendant la Seconde Guerre mondiale

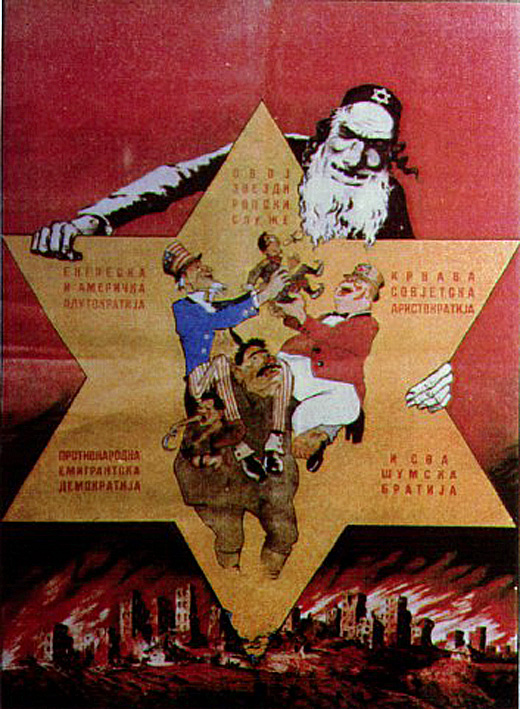
Affiche de propagande de l'exposition antimaçonnique organisée à Belgrade par les autorités d'occupation allemandes et le gouvernement collaborateur serbe, en 1941-1942. Draža Mihailović, chef des Tchetniks, est représenté comme un animal de compagnie dans les mains des États-Unis, du Royaume-Uni et de l'URSS, eux-mêmes censés être contrôlés par les Juifs.

En 1939, l'éviction de Maxime Litvinov, ministre des Affaires étrangères de l'URSS, juif et partisan de l'alliance avec l'Occident contre les nazis, et son remplacement par Molotov, facilitent la signature du pacte Hitler-Staline, tant du point de vue de Staline, qui y gagne sans combattre de 388 892 km2 de territoire peuplés de onze millions d'habitants, que de celui d'Hitler qui peut désormais importer à bas prix les ressources soviétiques en charbon, pétrole et gaz. Hitler lui-même rapporte alors à son entourage que Staline aurait abordé avec Ribbentrop le thème du judéo-bolchevisme et déclaré vouloir se débarrasser des Juifs haut placés et les remplacer dès que possible par des goys compétents. Ce qui n'empêche pas les Soviétiques d'utiliser les militants communistes de leurs nouveaux territoires pour « débusquer » les « ennemis du peuple » pour le NKVD qui les déporte avec leurs familles vers le Goulag. Or, si parmi ces « ennemis de classe » se trouvent les anciens fonctionnaires des états baltes, polonais ou roumain (« servants du capitalisme »), les prêtres, les professions libérales et les propriétaires de moyens de production (mais presque pas de Juifs, en raison des politiques discriminatoires de ces pays), parmi les militants communistes en revanche on trouve davantage de Juifs : l'amalgame, là encore, est vite fait.

### Invasion de l'URSS et propagande antisémite

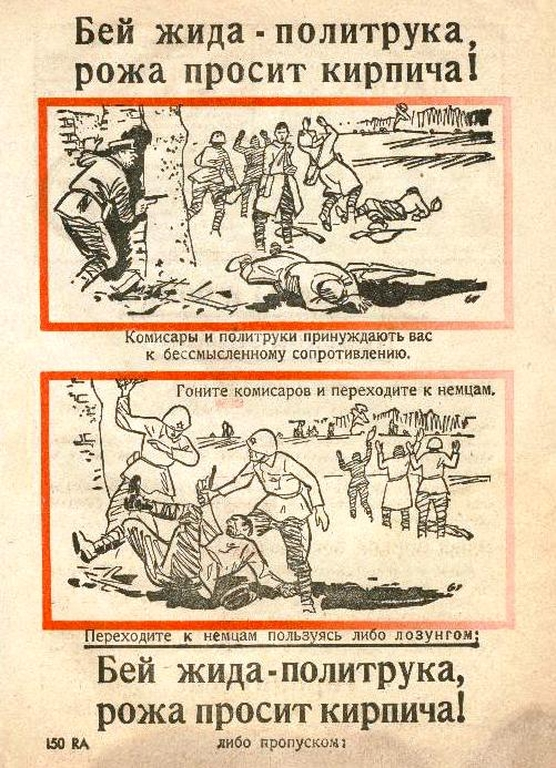
Affiche de propagande allemande en russe assimilant les Juifs aux commissaires politiques: «Frappe le youpin commissaire-politique, sa gueule demande des briques.»

Ainsi le thème ne disparaît pas de la propagande nazie, et est utilisé à grande échelle dès l'invasion de l'URSS par l'Allemagne en 1941 pour embrigader cette fois les populations chrétiennes dans le « dépistage » des Juifs qui sont tous considérés comme bolcheviks ou sympathisants. Le décret des commissaires (Kommissarbefehl), signé par le général Jodl dans le cadre de la préparation de l'opération Barbarossa a été élaboré entre le 6 mai 1941 et le 6 juin 1941. Il prévoit l'exécution systématique par la Wehrmacht des commissaires politiques de l'armée rouge et des cadres du Parti communiste, au fur et à mesure de l'avance en URSS. Ces cadres, dont quelques-uns étaient Juifs, sont indistinctement considérés comme « porteurs d'une conception judéo-bolchevique du monde ». Durant les combats sur le Front de l'Est, les troupes allemandes ont autorisation d'exterminer les populations juives, considérées comme membres par essence de la « résistance bolchevique ». Officiers et soldats de la Wehrmacht font l'objet d'un considérable effort de propagande, exaltant leur participation à une lutte globale à caractère racial, menée par l'« Europe civilisée » contre la barbarie « slave », « asiatique » et « judéo-bolchevique ».
Le 2 juillet 1941, les Einsatzgruppen et la Feldgendarmerie reçoivent l'instruction d'exécuter immédiatement tous les fonctionnaires soviétiques, les apparatchiks communistes, les commissaires politiques, les Juifs occupant des positions officielles, ainsi que les « propagandistes » et les « agitateurs ». Les Juifs présents dans l'appareil politique soviétique, dont le NKVD, étaient sans attaches avec leurs racines, car dans l'idéologie soviétique, le judaïsme, comme toute religion, était considéré comme un « archaïsme aliénant », le sionisme comme une forme de « nationalisme bourgeois », et l'humanisme universaliste comme du « cosmopolitisme sans racines », donc toute personne attachée à ces traits était potentiellement « traître à la patrie prolétarienne ». Cela n'empêche pas les nazis d'assimiler tous les Juifs sans distinction aux communistes et à inclure par conséquent tous les hommes Juifs dans les catégories mal définies des « propagandistes » et des « agitateurs ». Les prisonniers de guerre juifs soviétiques sont systématiquement exécutés, à l'instar des cadres du PCUS et des résistants, pour prévenir toute forme de résistance « judéo-bolchevique ». Les actions des partisans en URSS sont imputées aux Juifs, et suivies de représailles systématiques contre les populations juives, considérées comme collectivement responsables. Par la suite, Hitler analyse l'aide apportée par le Royaume-Uni et les États-Unis à l'URSS comme une collusion entre les « instigateurs juifs anglo-saxons de la guerre » et les dirigeants communistes, eux-mêmes supposés juifs.

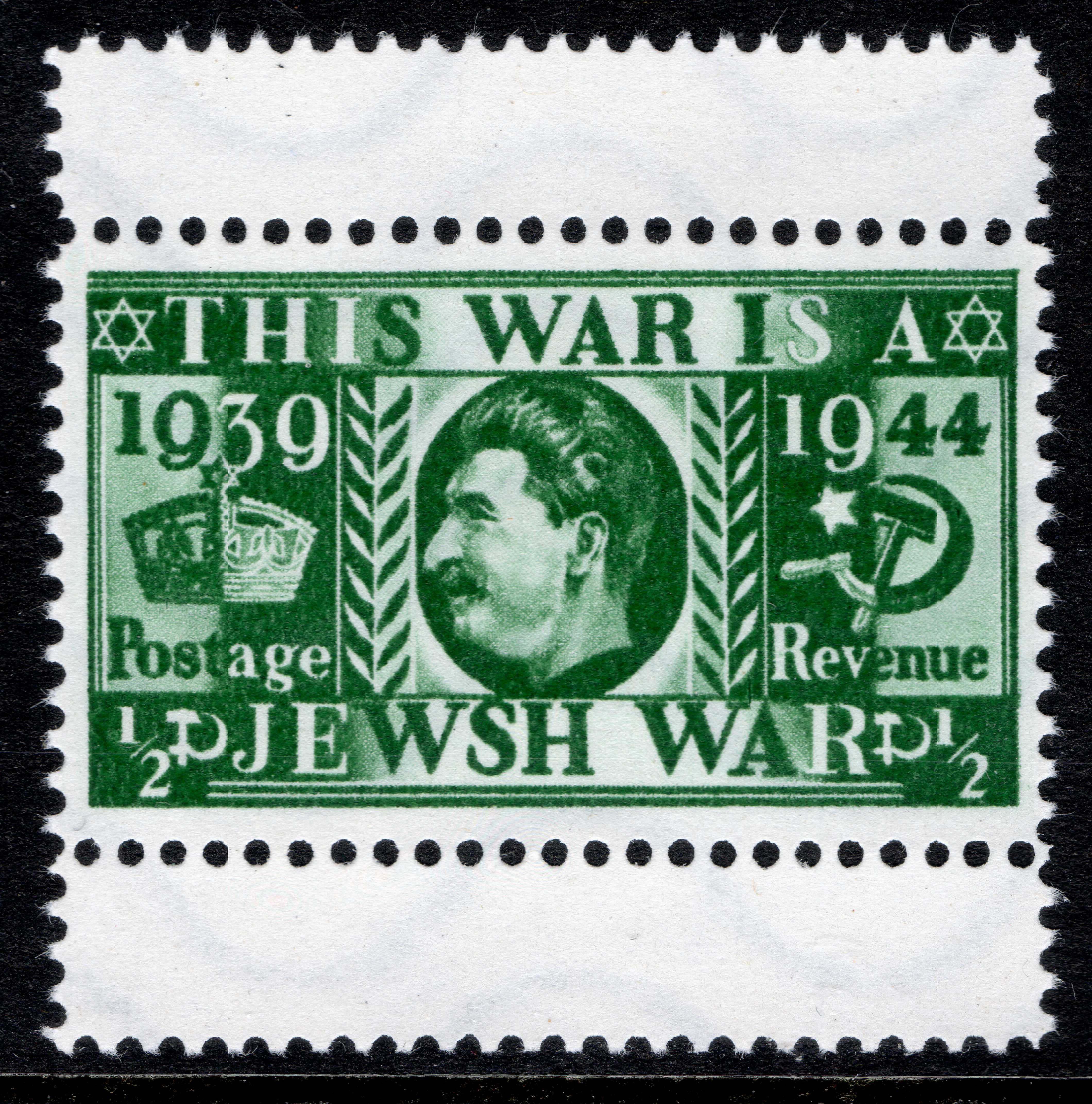
Timbre imprimé par la propagande nazie (« Cette guerre est une guerre juive ») pour assimiler Staline et l'étoile de David. Le mot Jewish comporte une faute d'orthographe inexpliquée.

Au début du conflit à l'Est, quand les Allemands chassent les Soviétiques des Pays baltes et des autres territoires envahis un an auparavant, des pogroms et des actes de vengeance antisémites sont commis par les populations, qui assimilent les Juifs aux « Soviets ». En Lituanie, où certains Juifs ont activement collaboré avec l'occupant soviétique lors de l'invasion de 1940, des milliers de Juifs sont massacrés entre 1941 et 1944, les exactions commençant avant même que les Allemands ne puissent mettre en œuvre la « solution finale » de la « question juive ». Des actes semblables ont lieu sur les territoires polonais et ukrainiens dont les Soviétiques ont été chassés en 1941 par l'avance des troupes allemandes.
Dans le discours des auteurs des génocides, la « collusion en temps de guerre » des victimes désignées avec l'ennemi amène un argument décisif : celui de la « guerre préventive » : le mythe du judéo-bolchevisme, en 1941, sert de justification aux décisions génocidaires, à l'instar de la « collusion avec les Russes » dont furent accusés des Arméniens en 1915.

### Judéo-bolchevisme et collaboration

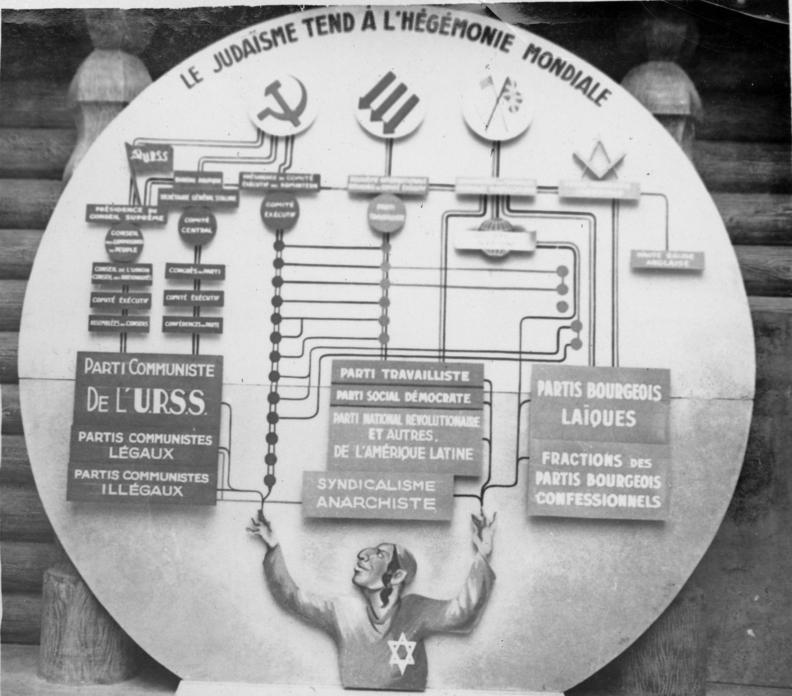
Image de l'exposition Le Bolchevisme contre l'Europe, organisée par le Comité d’action antibolchevique en 1942.

Le mythe du judéo-bolchevisme est également utilisé en Europe occupée par les gouvernements, partis politiques et médias collaborateurs. En France, Jacques Doriot, chef du PPF et lui-même ancien dirigeant du PCF, déclare en 1943, avant de repartir pour le Front de l'Est, que le but de la « révolution bolchevique » est de « peupler le monde d'un métis nouveau sur lequel le Juif exercerait sa domination totale car en réalité, le fond du bolchevisme, c'est une affaire juive, ne l'oublions pas ». En France, le thème revient avec constance dans un certain nombre de publications, comme une brochure du Comité d’action antibolchevique qui désigne le « bolchevisme » comme « la doctrine de la haine, issue de cerveaux juifs » (un dessin de cette même brochure représente Karl Marx avec un nez crochu et proéminent, au mépris de sa physionomie réelle).
En 1941, l'exposition de propagande de l'Institut d'étude des questions juives, Le Juif et la France, réserve une partie notable au judéo-bolchevisme. Louis-Charles Lecoconnier (dit « Lecoc »), un collaborationniste extrême, tient une conférence dans le cadre de l'Exposition, le 12 septembre 1941, sur « Les Juifs dans le bolchevisme », relayée par l'hebdomadaire La Gerbe. En 1944, l'Affiche rouge insiste sur l'origine juive d'une partie des résistants communistes exécutés, membres de la FTP-MOI.
Le discours sur le judéo-bolchevisme n'est cependant pas le thème unique, ni même dominant, de la propagande antisémite française, y compris dans les journaux collaborationnistes : dans les dessins de presse, le discours antisémite se concentre au contraire davantage sur le Royaume-Uni et les États-Unis, Churchill et Roosevelt étant très couramment présentés comme des agents du capitalisme juif. Quand l'URSS rejoint les Alliés, Staline n'est généralement pas montré dans les caricatures de la presse collaborationniste comme un agent des Juifs : le régime communiste est la plupart du temps dépeint dans les caricatures politiques comme un allié du capitalisme juif, mais il ne lui est pas assimilé, l'alliance étant présentée comme de circonstance et par là même tournée en dérision dans le discours de propagande. Des compositions graphiques continuent néanmoins d'associer à l'occasion étoile rouge et étoile de David. Certains dessinateurs, comme Ralph Soupault, allient les discours contre le capitalisme juif et le judéo-bolchevisme en présentant le Juif comme simultanément responsable du communisme, du capitalisme, et de la franc-maçonnerie.
L'adoption tardive, par les penseurs de l'extrême droite française, du mythe du judéo-bolchevisme, participe sous l'Occupation d'une lutte plus globale contre la philosophie des Lumières. Ainsi, quand Charles Maurras attaque en Jean-Jacques Rousseau « l'aventurier nourri de révolte hébraïque », l'ancêtre, en quelque sorte, des révolutions communistes, il découvre en Rousseau le judéo-bolchevik avant l'heure, « dévoré par la passion égalitaire et révolutionnaire ». De même, un ouvrage paru en 1943 rattache le Contrat social à la loi rabbinique, affirmant que « le Contrat social est cousin du Talmud » et faisant le lien avec la Terreur révolutionnaire.

### Le tournant du printemps 1944
Au printemps 1944, selon l'historien allemand Peter Longerich, la propagande antisémite change de cap. Après une rencontre avec Hitler, le 26 avril 1944, Joseph Goebbels se voit contraint de distinguer les campagnes anticommunistes des campagnes antisémites. Il constate, en effet, dans son journal, qu'Hitler remet en cause les slogans sur le « judéo-bolchevisme » et qu'il aurait constaté que « Staline n'attire pas particulièrement la sympathie de la juiverie internationale ». Désormais, Hitler insiste pour qu'on associe dans la presse allemande l'antisémitisme au camp américain et, à l'occasion du débarquement de Normandie à la lutte contre « l'Occident judéo-ploutocratique ». La propagande anticommuniste, elle, doit plutôt s'appuyer sur « les atrocités des bolchevistes en particulier dans les territoires roumains qu'ils occupent ». Ce découplage de l'antisémitisme et de l'anticommunisme doit, selon le journal de Goebbels, être « déployé avec tous les moyens de notre propagande » et « s'étendre sur plusieurs semaines ».
Effectivement, la presse nazie, entre mai et juillet 1944, abandonne le rappel constant du « rôle des Juifs » en tant qu'hommes de l'ombre dans le camp soviétique et présente plutôt le bolchevisme comme un phénomène asiatique, comparable au « déferlement des Huns, des Avars et des Mongols ». C'est même une contradiction supposée du camp de ses adversaires, entre bolchevisme et Juifs anglo-américains, qui est mise en avant. C'est, selon ce dernier avatar de la propagande nazie, la domination supposée des Juifs du Royaume-Uni et des États-Unis qui expliquerait l'aberration de l'alliance avec l'URSS, pourtant contraire à leurs intérêts nationaux.

## Survivance du mythe après 1945
Après le conflit mondial, le discours alliant communisme et judaïsme continue de faire partie du discours antisémite. En Occident, il subsiste surtout à l'extrême droite, mais l'idée continue également d'exister dans une certaine frange de l'opinion des pays de l'Est ; la forte présence de cadres juifs au sein de l'appareil des régimes communistes du bloc de l'Est contribue en effet à alimenter l'association entre communistes et Juifs. Parmi les dirigeants politiques juifs importants dans les pays communistes d'après-guerre, on peut citer Hilary Minc et Jakub Berman en Pologne, Mátyás Rákosi et Ernő Gerő en Hongrie, Ana Pauker en Roumanie, ou Rudolf Slánský et Bedřich Geminder en Tchécoslovaquie. La présence de Juifs au sein de l'appareil de polices secrètes comme l'AVH hongroise contribue tout particulièrement à alimenter l'antisémitisme dans les pays de l'Est. En favorisant l'ascension de cadres communistes juifs au sein des régimes du bloc de l'Est, Staline semble avoir suivi une logique consistant à placer au pouvoir des dirigeants qui seraient d'autant plus impopulaires et isolés dans leur propre pays, et donc d'autant plus dépendants de l'aide soviétique et politiquement plus dociles. La présence de Juifs au sein de l'appareil des États communistes européens est à double tranchant et la judéité de certains cadres devient ensuite un argument pour justifier ou faciliter leur purge ; la campagne lancée en URSS en 1948 contre le « cosmopolitisme » et le « sionisme » est d'une tonalité très nettement antisémite,. Le limogeage de Ana Pauker en Roumanie est accompagné d'une propagande antisémite et chauvine pour justifier son élimination ; en Tchécoslovaquie, les procès de Prague de 1952 dont sont victimes Rudolf Slánský et d'autres cadres du Parti communiste tchécoslovaque sont, sous couvert d'« antisionisme », l'occasion d'une campagne antijuive pour justifier la condamnation des accusés. L'affaire du complot des blouses blanches, lancée par Staline en 1953 juste avant sa mort, semble avoir été destinée à lancer une nouvelle campagne antisémite en URSS. À la fin des années 1960, en Pologne, la perspective de la succession de Władysław Gomułka est l'occasion d'une campagne populiste et « antisioniste » à forte coloration antisémite, menée notamment par l'entourage du ministre de la Défense Mieczysław Moczar, Gomułka lui-même tentant de prendre la tête de la campagne pour la canaliser. Parallèlement, dans divers pays, notamment en France, les mouvements d'extrême gauche se réclamant du communisme (trotskisme, maoïsme) continuent d'attirer un certain nombre de militants juifs antistaliniens, l'engagement trotskiste étant tout particulièrement mis en parallèle par certains auteurs avec une forme de « judaïsme postreligieux », qui s'accompagne cependant d'un antisionisme constant. La présence de Juifs dans une partie des milieux de l'extrême gauche française est suffisamment forte pour pouvoir constituer un objet d'étude, ou au contraire amener à des amalgames,.
Les aspects antisémites de la politique des régimes staliniens amènent à nuancer dans l'après-guerre le thème du judéo-bolchevisme dans le discours antijuif : l'idéologue néo-fasciste américain Francis Parker Yockey se réjouit à ce titre des Procès de Prague, dans lesquels il voit l'amorce d'une rupture de la Russie avec les Juifs.
L'essayiste antisémite français Henry Coston, par ailleurs éditeur des Protocoles des Sages de Sion, se consacre plus nettement aux rapports entre judaïsme et capitalisme, mais mêle ce discours au thème du judéo-bolchevisme. En 1955, reprenant la thèse de la collusion entre Jacob Schiff et Léon Trotski pour des raisons d'« origine ethnique commune », il écrit : « que la finance cosmopolite ait été, trop souvent, la complice consciente et volontaire de la Révolution, ce n'est plus douteux ».
Après la chute des régimes communistes, l'association entre communisme et judaïsme refait surface en Europe de l'Est dans certains discours politiques. L'historien Henry Rousso, dans son ouvrage Stalinisme et nazisme. Histoire et mémoire comparée, évoque la question des enjeux mémoriels dans les pays de l'ancien bloc de l'Est et souligne que la reconstruction d'une mémoire est « instrumentalisée au profit de causes bien ambiguës : ainsi, en Hongrie et en Roumanie, le fantasme du judéo-bolchévisme ravive l'antisémitisme ». En Roumanie, certains nationalistes ont minoré la participation du gouvernement roumain de l'époque au génocide juif en la mettant en parallèle avec les persécutions infligées par « les Juifs » (assimilés aux responsables du régime communiste) au peuple roumain, estimant par là même que Juifs et Roumains seraient, en quelque sorte, « quittes ».
Les origines juives de Lénine lui-même, longtemps cachées par les autorités soviétiques, ont fourni des arguments à certains auteurs russes contemporains, qui voient dans cette ascendance une explication à sa trajectoire politique. Robert Service, biographe de Lénine, relève le caractère antisémite de cette argumentation et souligne qu'au contraire, les origines juives de la famille de Lénine — dont l'arrière-grand-père maternel était un Juif en rupture communautaire, qui avait fait baptiser ses enfants et avait fini par adopter une attitude hostile envers les Juifs dans leur ensemble — n'ont joué strictement aucun rôle dans la vie et l'éducation du futur leader bolchevik, qui n'a découvert que tardivement cet élément familial et s'est toujours considéré comme ethniquement russe. Lénine semble avoir tiré quelque fierté de sa lointaine ascendance juive, car il considérait les Juifs comme un peuple « doué », mais ne s'est apparemment jamais identifié personnellement aux Juifs.
En 2001 et 2002, Alexandre Soljenitsyne publie en Russie les deux tomes de Deux siècles ensemble, ouvrage controversé consacré à l'histoire des Juifs en Russie. Il y reprend entre autres la thèse de l'association entre communisme et judaïsme, datant d'avant les années 1940 la « rupture » du pouvoir communiste avec le « judaïsme mondial ». À cette occasion, l'historien trotskyste Jean-Jacques Marie l'accuse d'avoir donné à l'antisémitisme russe « ses lettres de noblesse ».
En Russie, le thème de l'assassinat « rituel » de la famille Romanov bénéficie toujours d'une certaine popularité dans des milieux nationalistes, qui rééditent les ouvrages de Robert Wilton et Mikhail Dieterichs. Un auteur contemporain, Oleg Platonov, a repris cette thèse en l'agrémentant de détails de son cru, parmi lesquels un mystérieux personnage de rabbin qui aurait dirigé le rituel meurtrier.
La thèse du judéo-bolchevisme continue d'apparaître occasionnellement dans des discours politiques, y compris hors d'Europe. En 2006, Mohammad Ali Ramin, conseiller du président iranien Mahmoud Ahmadinejad et secrétaire général de la Fondation mondiale pour l'étude de l'Holocauste mélange le thème du judéo-bolchevisme avec un discours antisioniste en déclarant : « Le gouvernement bolchevique soviétique du temps de Lénine et plus tard de Staline ¬ les deux étant juifs, bien que se présentant eux-mêmes comme marxistes et athées ¬ était une des forces qui jusqu'à la Seconde Guerre mondiale a coopéré avec Hitler pour promouvoir l'idée de la création de l'État d'Israël ».
Dans les années 1980, au Salvador, Roberto d'Aubuisson affirma, à des journalistes ouest-allemands, que « vous autres, Européens, avez eu une bonne idée. Lorsque vous avez vu que les Juifs étaient derrière les communistes, vous avez commencé à les tuer,, ».